# Binnen-Aziatische Bergcorridor
De Binnen-Aziatische Bergcorridor (Engels: Inner Asian Mountain Corridor (IAMC) was een oude uitwisselingsroute die liep van het Altaj-gebergte in Siberië tot de Hindoekoesj (het huidige Afghanistan en Noord-Pakistan), die vorm kreeg in het 3e millennium v.Chr. De uitbreiding van de Indo-Europese Andronovocultuur richting de Bactria-Margianacultuur in het 2e millennium v.Chr. vond plaats langs de IAMC, wat leidde tot de Indo-Arische migratie naar Zuid-Azië. 

## Bergcorridor
De IAMC droeg bij aan de ontwikkeling van het nomadisch pastoralisme in het 4e millennium v.Chr. Mobiele herders uit de bronstijd fungeerden als agenten tussen de Centraal-Aziatische en Zuid-Aziatische culturen via de IAMC, waarbij ze gedomesticeerde tarwesoorten van Zuid- en Oost-Azië naar Binnen-Azië verspreidden. Herders uit de bronstijd brachten ook paardrijkunst en bronstechnologie van Oost-Europa naar China, maar ook naar Zuid-Azië. 

## Indo-Europese migraties
In het 4e millennium v.Chr. ontstond er een mobiele pastorale cultuur op de Euraziatische steppen. Vanuit de Pontisch-Kaspische Steppe in het huidige Zuid-Rusland verspreidde de Indo-Europese jamnacultuur zich westwaarts richting de Grote Hongaarse Laagvlakte, en in noordwestelijke richting ontwikkelde zij zich tot de touwbekercultuur. De touwbekercultuur breidde zich oostwaarts uit en ontwikkelde zich uiteindelijk tot de Sintasjtacultuur, die zich vervolgens ontwikkelde tot de Andronovocultuur. Volgens Narasimhan et al. (2018) verspreidde de Andronovocultuur zich zuidwaarts via de IAMC, en bereikte zo de Bactria-Margianacultuur, van waaruit de Indo-Europese taal en cultuur Zuid-Azië bereikten.